# Diadelioides camerunensis
Diadelioides camerunensis är en skalbaggsart som beskrevs av Stefan von Breuning 1942. Diadelioides camerunensis ingår i släktet Diadelioides och familjen långhorningar. Inga underarter finns listade i Catalogue of Life.